# Säje
Säje (gesprochen [seɪʒ], meist säje geschrieben) ist ein weibliches US-amerikanisches Jazz-Gesangsquartett. 2020 hatten sie ihren ersten Erfolg mit der Debütveröffentlichung Desert Song. 2023 erhielten sie einen Grammy Award für ihre Version von In the Wee Small Hours of the Morning.

## Biographie
Bei einem Auftritt an der A Cappella Academy war Sara Gazarek 2019 Gastsängerin der Gesangsgruppe von Amanda Taylor. Beide trafen sich danach und beschlossen, eine eigene Gesangsformation zu gründen. Mit Erin Bentlage und Johnaye Kendrick fanden sie zwei Mitstreiterinnen. Der Bandname ist eine stilisierte Kombination der Anfangsbuchstaben der vier Vornamen. Alle vier waren zuvor schon erfolgreich als Solosängerinnen und Songwriterinnen aktiv gewesen. Sie verbrachten einige Zeit miteinander, übten den gemeinsamen Gesang ein und schrieben Songs. Im Januar 2020 hatten sie in New Orleans ihren ersten Auftritt. Ihre erste Veröffentlichung war 2020 der Desert Song. Auf Anhieb gelang ihnen mit dem Lied ein Erfolg, der ihnen eine Grammy-Nominierung in der Kategorie Bestes Arrangement von Instrumenten und Gesang brachte. Für die nachfolgende Komposition Wisteria erhielten sie den Grand Prize für Folk beim John Lennon Songwriting Contest. Bei den Jazz Journalists Association Awards wurden sie 2021 als beste Jazz-Gesangsgruppe nominiert.
Zwei weitere Jahre arbeiteten sie an ihrem nach der Gruppe benannten Debütalbum. Neben Eigenkompositionen enthielt es auch mehrere Cover und eine Aufnahme des Standards In the Wee Small Hours of the Morning, das sie zusammen mit dem britischen Crossover-Musiker Jacob Collier aufgenommen hatten. Zum zweiten Mal erhielten sie eine Nominierung in derselben Grammy-Kategorie und gewannen bei den Grammy Awards 2024 die Auszeichnung.

## Mitglieder
- Sara Gazarek
- Amanda Taylor
- Johnaye Kendrick
- Erin Bentlage

## Diskografie
Album
- Säje (2023)

Lieder
- Desert Song (2020)
- Wisteria (2021)
- Dusk Baby (2021, featuring Gerald Clayton)
- As This Moment Slips Away (2022, featuring Terri Lyne Carrington & Daniel Rotem)
- (You Are) The Oracle (2023, featuring Michael Mayo)
- In the Wee Small Hours of the Morning (2023, featuring Jacob Collier)
- Silent Night (2023)